# Palazzo Boglietti
Palazzo Boglietti è un edificio moderno di Biella dalla struttura architettonica avveniristica.
La sua progettazione ha preso avvio nei primi anni novanta ma il completamento è avvenuto ad inizio degli anni duemila. Dal 2006 è pienamente funzionale e adibito a centro culturale dell'associazione Obiettivo Domani. Come tale è utilizzato come sede di mostre, conferenze, convegni.

## Storia
La superficie su cui è situato lo stabile non era precedentemente utilizzata ed è stata messa a disposizione dal proprietario, l'imprenditore Giovanni Boglietti, che qui trascorse l'infanzia e che ha voluto affidare all'architetto Alberto Rizzi l'incarico di progettare un palazzo che si ispirasse al mondo naturale ricordando da vicino la struttura di una quercia dal cui tronco spuntano miceti dalla classica forma a disco. Il tutto con un massiccio ricorso ad un materiale naturale come la pietra viva.
L'edificio si sviluppa su 1.500 metri quadrati distribuiti su tre piani ed un piano interrato, con uno spazio a pieno terra utilizzato come espace in grado di mutare nella forma di utilizzo a seconda delle esigenze espositive e un terrazzo di belvedere da cui si gode il panorama verso le prealpi biellesi.

## Ubicazione
Il palazzo — completato da una serie di servizi quali ristorante, libreria, internet café — sorge in posizione decentrata rispetto al centro cittadino essendo situato in prossimità della rotatoria che congiunge il viale Macallè con la via fratelli Rosselli.
Sul piano strettamente architettonico, di particolare interesse è il vano scala progettato come una piramide triangolare rovesciata e diversamente orientato rispetto agli assi ordinatori del sistema.